# Віялокрилі
Віялокрилі (лат. Strepsiptera, від дав.-гр. στρεπτός — викривлений і дав.-гр. πτερόν — крило) — невеликий ряд новокрилих комах з повним перетворенням. Паразити комах (тарганів, ос, бджіл та ін.), всього близько 610 видів. Розповсюджені майже на всій території Землі.

## Загальні відомості і будова
Віялокрилі — дуже спеціалізована група, що відрізняється різким статевим диморфізмом.
Самці в стадії імаго вільноживучі, з дуже тонкими і м'якими, зазвичай просвітчастими покривами. Довжина тіла 1—6 мм, розмах крил 2—8 мм. Голова, на відміну від більшості комах, несе не справжні складні очі, а комплекси, що складаються з 20—70 зближених простих вічок. Вусики 4—7-членикові, добре розвинені, з довгими бічними відростками. Ротовий апарат редукований. Крил дві пари, передні дуже маленькі, пластинчасті; задні великі, широкі, у спокої складаються віялоподібно. Ноги з дуже подовженими передніми і середніми тазиками. Черевце з 10 сегментів.